# アンドレイ・エベルガールト
アンドレイ・アーヴグストヴィチ・エベルガールト（ロシア語: Андре́й А́вгустович Эберга́рд、1856年11月9日 - 1919年4月9日）は、ロシア帝国の軍人。海軍大将。第一次世界大戦初期の黒海艦隊司令官。

## 経歴
領事の息子で、ギリシアで生まれる。

### 軍歴
- 1879年 - 海軍学校を卒業

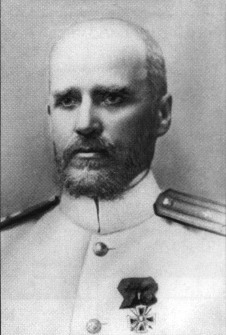
エベルガールト海軍大佐（1907年）

- 1882年〜1884年 - コルベット艦「スコーベレフ」で太平洋を航海
- 1886年 - 汽船「モスクワ」勤務
- 1890年 - 海軍省監督官（海軍大臣代行）イワン・シェスタコフ提督の艦隊副官
- 1891年〜1892年 - 太平洋艦隊参謀部の先任艦隊副官
- 1894年〜1895年 - 駐コンスタンチノープル海軍エージェント
- 1896年〜1897年 - 砲艦「ドネーツ」先任士官
- 1897年〜1898年 - 戦艦「エカテリーナII世」勤務
- 1898年〜1899年 - 戦艦「チェスマ」勤務
- 1899年〜1901年 - 砲艦「マンジュール」艦長
- 1901年 - 巡洋艦「アドミラル・ナヒモフ」艦長臨時代行
- 1903年 - 太平洋艦隊と極東総督府の艦隊参謀長
- 1904年 - 戦艦「ツェサレーヴィチ」艦長
- 1905年〜1906年 - 戦艦「インペラートル・アレクサンドルII世」艦長
- 1906年 - 戦艦「パンテレイモン」艦長
- 1907年〜1908年 - 海軍参謀総長補、遠洋航海艦艇支隊長
- 1908年〜1911年 - 海軍参謀総長
- 1911年 - 黒海海軍司令官
- 1914年7月17日 - 黒海艦隊司令官

### 第一次世界大戦
第一次世界大戦勃発時、黒海艦隊は、戦列艦旅団、水雷大隊、潜水艦大隊、掃海艇部隊等から成り、主要基地としてセヴァストポリ、オデッサ、バトゥーミ、後方修理基地としてニコラーエフを有した。10月14日までに動員が概ね完了した。オデッサ防衛とドニエプル・ブーフ潟への進出のために、特殊支隊（砲艦「ドネーツ」、「クバーネツ」、機雷敷設艦「ベシタウ」、「ドゥナーイ」）が編成された。
最高司令部は、オスマン帝国の参戦を可能な限り引き伸ばすために、遠洋航海と戦域南部の偵察を行う権限をエベルガールトに与えなかった。しかしながら、ドイツ帝国の巡洋戦艦「ゲーベン」と軽巡洋艦「ブレスラウ」がオスマン帝国に譲渡され、10月29日にオスマン海軍艦艇がロシア沿岸各地を砲撃したため、ロシアはオスマン帝国に宣戦布告した。エベルガールトは、オスマン帝国海軍に対して積極的な戦闘行動を開始した。エベルガールト指揮下の艦隊は、1914年11月5日と1915年4月27日の海戦で活躍し、「ゲーベン」を損傷させた。その外、黒海艦隊は、カフカース軍の沿岸部隊を支援し、沿岸要塞を砲撃し、ボスポラス海峡を封鎖した。
1916年6月28日、アレクサンドル・コルチャークと交代し、ロシア帝国国家評議会議員に任命された。1917年1月、海軍省会議議員を兼任。1917年12月13日、退役。

### その後
1918年、チェーカーに逮捕されるが、間もなく釈放された。